# Laudus

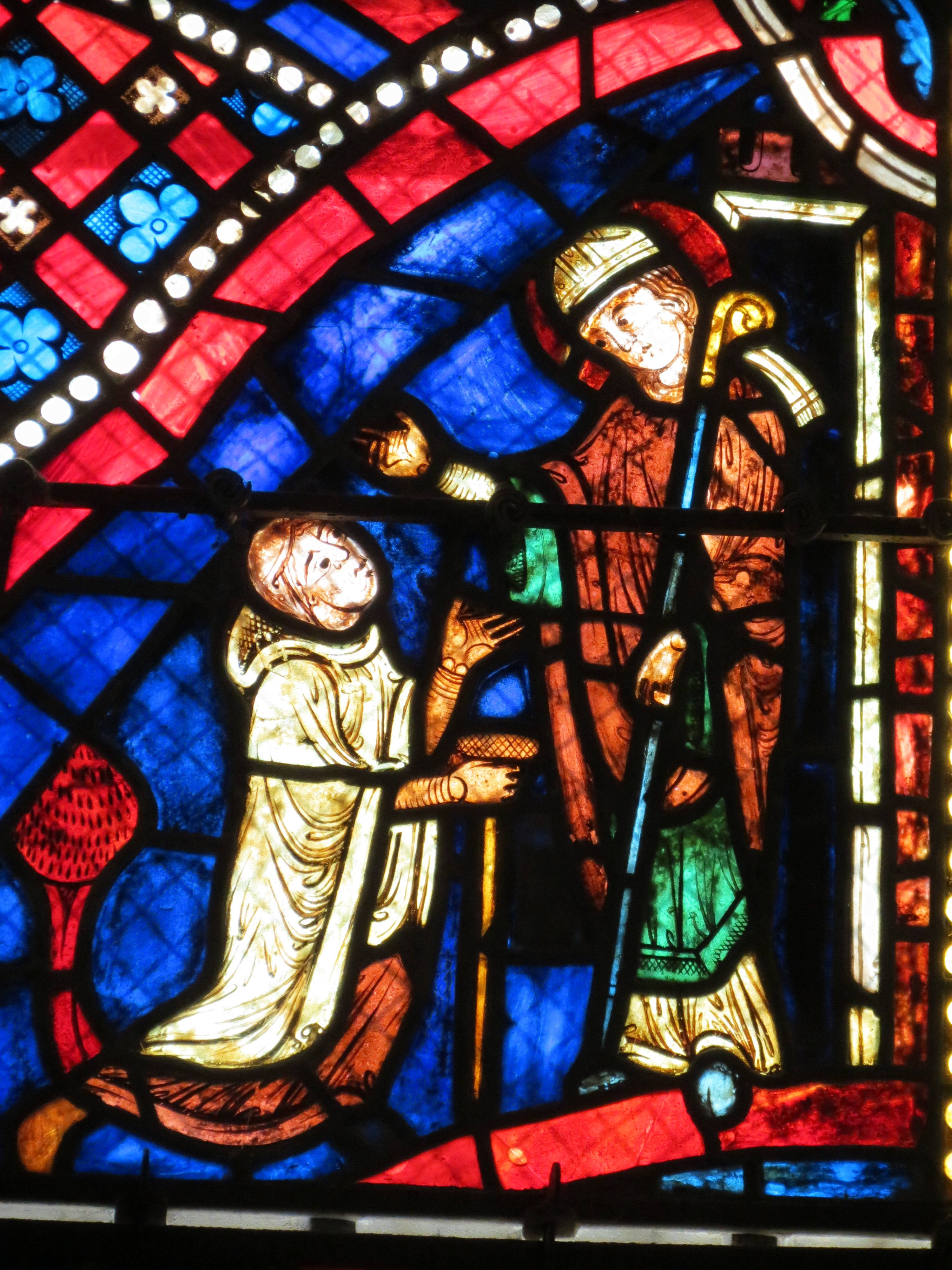
Bischof Laudus heilt eine Blinde, Fenster in der Kathedrale von Coutances (13. Jahrhundert)

Laudus, auch Laudo, Laud oder Lô genannt, († um 568) ist ein Heiliger der römisch-katholischen Kirche. Er war spätestens seit 529 Bischof von Coutances in der Normandie.
Bezeugt ist die Teilnahme von Laudus an den Synoden von Orléans der Jahre 533, 538, 541 und 549. Ihm wurden besonders Hirteneifer und Nächstenliebe zugeschrieben. Um 875 sollen seine Reliquien nach Bayeux übertragen worden sein; weitere sterbliche Überreste sollen sich u. a. in Rouen, Angers und Saint-Lô befunden haben. Eine Verehrung des Laudus ist seit dem neunten Jahrhundert belegbar. Er ist Hauptpatron der Diözese Coutances mit eigenem Messformular. Sein Gedenktag ist der 21. September.